# Encarnació Coca i Costa
Encarnació Coca i Costa (nascuda a Sant Feliu de Llobregat) va ser una activista social catalana. Es lliurà en cos i ànima a l'ajuda dels més desvalguts des de fa 25 anys, va dur a terme l'acolliment de les persones que s'adrecen a Càritas Diocesana de la parròquia de Sant Llorenç, a Sant Feliu de Llobregat. Capdavantera en les campanyes de recollida de joguines i d'aliments, va ajudar a conformar un important grup de voluntaris i professionals dedicats a l'atenció i l'ajut socials. El 2005 va rebre el Premi d'Actuació Cívica de la Fundació Lluís Carulla. El 29 de gener de 2011 va morir cristianament a la ciutat de Sant Feliu de Llobregat després d'una lluita de dos anys contra un càncer de pàncrees.